# National Football League 2011
La stagione NFL 2011 è stata la 92ª stagione sportiva della National Football League, la massima lega professionistica statunitense di football americano. La stagione è iniziata l'8 settembre 2011. La finale del campionato, il Super Bowl XLVI, si è disputata il 5 febbraio 2012 nel Lucas Oil Stadium di Indianapolis, in Indiana. Il Pro Bowl si è disputato ad Honolulu, nelle Hawaii il 29 gennaio 2012.
La disputa della stagione è stata a lungo messa in forse dalla vertenza per l'adozione di un nuovo accordo tra la NFL e la National Football League Players Association (l'associazione dei giocatori della NFL) che ne avrebbe potuto causare l'annullamento o lo spostamento. Dopo la rottura avvenuta l'11 marzo che ha causato l'astensione dall'attività dei giocatori, tale accordo è stato raggiunto il 25 luglio ponendo così fine alle controversie e garantendo il normale svolgimento della stagione.
La stagione 2011 vide un aumento senza precedenti degli attacchi basati sui passaggi: furono stabiliti quelli che all'epoca furono quattro dei sei migliori risultati di tutti i tempi in termini di yard passate: il 1º Drew Brees (5.476), il 2º Tom Brady (5.235), il 5º Matthew Stafford (5.038) e il 6º Eli Manning (4.933).

## Modifiche alle regole
Durante l'annuale riunione dei proprietari della squadre tenutasi a marzo del 2011 sono state decise le seguenti modifiche alle regole:
- Si è deciso di effettuare i kickoff dalle 35 iarde invece che dalle 30, come avveniva dalla stagione 1994[4].
- Si è deciso che tutti i replay su azioni che comportino una segnatura possono essere decisi dagli arbitri durante tutto l'arco dell'incontro e non più solo negli ultimi due minuti di ogni tempo[5].
- Si è deciso che il colore del terreno di gioco debba essere verde ed eventuali eccezioni debbano essere espressamente autorizzate dalla lega (ciò in seguito alle richieste di alcuni sponsor di poter colorare i terreni in turf di colori diversi)[6].

## Stagione regolare
La stagione regolare è iniziata l'8 settembre 2011 con la partita inaugurale che si è disputata al Lambeau Field tra i campioni in carica dei Green Bay Packers e i New Orleans Saints, mentre il resto della prima giornata si è svolto tra l'11 e il 12 settembre. La stagione è terminata il 1º gennaio 2012, si è svolta in 17 giornate durante le quali ogni squadra ha disputato 16 partite secondo le regole del calendario della NFL.
In questa stagione gli accoppiamenti Intraconference e Interconference tra Division sono stati i seguenti
| Intraconference                                                                                                 | Interconference                                                                                                 |
| --- | --- |
| - AFC East contro AFC West - AFC North contro AFC South - NFC East contro NFC West - NFC North contro NFC South | - AFC East contro NFC East - AFC North contro NFC West - AFC South contro NFC South - AFC West contro NFC North |

### Risultati della stagione regolare
- V = Vittorie, S = Sconfitte, P = Pareggi, PCT = Percentuale di vittorie, PF = Punti Fatti, PS = Punti Subiti
- La qualificazione ai play-off è indicata in verde (tra parentesi il seed)

| AFC East                 |    |    |   |     |     |     |
| Squadra                  | V  | S  | P | PCT | PF  | PS  |
| (1) New England Patriots | 13 | 3  | 0 | 813 | 513 | 342 |
| New York Jets            | 8  | 8  | 0 | 500 | 394 | 382 |
| Miami Dolphins           | 6  | 10 | 0 | 375 | 348 | 330 |
| Buffalo Bills            | 6  | 10 | 0 | 375 | 372 | 434 |

| NFC East            |   |    |   |     |     |     |
| Squadra             | V | S  | P | PCT | PF  | PS  |
| (4) New York Giants | 9 | 7  | 0 | 563 | 363 | 386 |
| Philadelphia Eagles | 8 | 8  | 0 | 500 | 396 | 328 |
| Dallas Cowboys      | 8 | 8  | 0 | 500 | 369 | 347 |
| Washington Redskins | 5 | 11 | 0 | 313 | 288 | 367 |

| AFC North               |    |    |   |     |     |     |
| Squadra                 | V  | S  | P | PCT | PF  | PS  |
| (2) Baltimore Ravens    | 12 | 4  | 0 | 750 | 378 | 266 |
| (5) Pittsburgh Steelers | 12 | 4  | 0 | 750 | 325 | 227 |
| (6) Cincinnati Bengals  | 9  | 7  | 0 | 563 | 344 | 323 |
| Cleveland Browns        | 4  | 12 | 0 | 250 | 218 | 307 |

| NFC North             |    |    |   |     |     |     |
| Squadra               | V  | S  | P | PCT | PF  | PS  |
| (1) Green Bay Packers | 15 | 1  | 0 | 938 | 560 | 359 |
| (6) Detroit Lions     | 10 | 6  | 0 | 625 | 474 | 387 |
| Chicago Bears         | 8  | 8  | 0 | 500 | 353 | 341 |
| Minnesota Vikings     | 3  | 13 | 0 | 188 | 340 | 449 |

| AFC South            |    |    |   |     |     |     |
| Squadra              | V  | S  | P | PCT | PF  | PS  |
| (3) Houston Texans   | 10 | 6  | 0 | 625 | 381 | 278 |
| Tennessee Titans     | 9  | 7  | 0 | 563 | 325 | 317 |
| Jacksonville Jaguars | 5  | 11 | 0 | 313 | 243 | 329 |
| Indianapolis Colts   | 2  | 14 | 0 | 125 | 243 | 430 |

| NFC South              |    |    |   |     |     |     |
| Squadra                | V  | S  | P | PCT | PF  | PS  |
| (3) New Orleans Saints | 13 | 3  | 0 | 813 | 547 | 339 |
| (5) Atlanta Falcons    | 10 | 6  | 0 | 625 | 402 | 350 |
| Carolina Panthers      | 6  | 10 | 0 | 375 | 406 | 429 |
| Tampa Bay Buccaneers   | 4  | 12 | 0 | 250 | 287 | 494 |

| AFC West           |   |   |   |     |     |     |
| Squadra            | V | S | P | PCT | PF  | PS  |
| (4) Denver Broncos | 8 | 8 | 0 | 500 | 309 | 390 |
| San Diego Chargers | 8 | 8 | 0 | 500 | 406 | 377 |
| Oakland Raiders    | 8 | 8 | 0 | 500 | 359 | 433 |
| Kansas City Chiefs | 7 | 9 | 0 | 438 | 212 | 338 |

| NFC West                |    |    |   |     |     |     |
| Squadra                 | V  | S  | P | PCT | PF  | PS  |
| (2) San Francisco 49ers | 13 | 3  | 0 | 813 | 380 | 229 |
| Arizona Cardinals       | 8  | 8  | 0 | 500 | 312 | 348 |
| Seattle Seahawks        | 7  | 9  | 0 | 438 | 321 | 315 |
| Saint Louis Rams        | 2  | 14 | 0 | 125 | 193 | 407 |

## Play-off
I play-off sono iniziati con il Wild Card Weekend il 7 e 8 gennaio 2012. Successivamente si sono giocati i Divisional Playoff il 14 e 15 gennaio e i Conference Championship Game il 22 gennaio. Il Super Bowl XLVI si è giocato il 5 febbraio 2012 nel Lucas Oil Stadium di Indianapolis.

### Seeding
| Seed | American Football Conference              | National Football Conference             |
| ---- | ----------------------------------------- | ---------------------------------------- |
| 1    | New England Patriots (vincitori AFC East) | Green Bay Packers (vincitori NFC North)  |
| 2    | Baltimore Ravens (vincitori AFC North)    | San Francisco 49ers (vincitori NFC West) |
| 3    | Houston Texans (vincitori AFC South)      | New Orleans Saints (vincitori NFC South) |
| 4    | Denver Broncos (vincitori AFC West)       | New York Giants (vincitori NFC East)     |
| 5    | Pittsburgh Steelers                       | Atlanta Falcons                          |
| 6    | Cincinnati Bengals                        | Detroit Lions                            |

### Incontri
| Wild Card Game | Wild Card Game                     | Wild Card Game                     | Wild Card Game                     |    |               | Divisional Play-off           | Divisional Play-off           | Divisional Play-off           |                                |                                | Conference Championship        | Conference Championship | Conference Championship |  |  | Super Bowl XLVI | Super Bowl XLVI | Super Bowl XLVI | Super Bowl XLVI | Super Bowl XLVI |
|                |                                    |                                    |                                    |    |               |                               |                               |                               |                                |                                |                                |                         |                         |  |  |                 |                 |                 |                 |                 |
|                | 7 gennaio - Louisiana Superdome    | 7 gennaio - Louisiana Superdome    | 7 gennaio - Louisiana Superdome    |    |               | 14 gennaio - Candlestick Park | 14 gennaio - Candlestick Park | 14 gennaio - Candlestick Park |                                |                                |                                |                         |                         |  |  |                 |                 |                 |                 |                 |
|                | 7 gennaio - Louisiana Superdome    | 7 gennaio - Louisiana Superdome    | 7 gennaio - Louisiana Superdome    |    |               | 14 gennaio - Candlestick Park | 14 gennaio - Candlestick Park | 14 gennaio - Candlestick Park |                                |                                |                                |                         |                         |  |  |                 |                 |                 |                 |                 |
|                | 7 gennaio - Louisiana Superdome    | 7 gennaio - Louisiana Superdome    | 7 gennaio - Louisiana Superdome    |    |               | 14 gennaio - Candlestick Park | 14 gennaio - Candlestick Park | 14 gennaio - Candlestick Park |                                |                                |                                |                         |                         |  |  |                 |                 |                 |                 |                 |
|                | 7 gennaio - Louisiana Superdome    | 7 gennaio - Louisiana Superdome    | 7 gennaio - Louisiana Superdome    |    |               | 14 gennaio - Candlestick Park | 14 gennaio - Candlestick Park | 14 gennaio - Candlestick Park |                                |                                |                                |                         |                         |  |  |                 |                 |                 |                 |                 |
|                | 6                                  | Detroit                            | 28                                 |    |               | 14 gennaio - Candlestick Park | 14 gennaio - Candlestick Park | 14 gennaio - Candlestick Park |                                |                                |                                |                         |                         |  |  |                 |                 |                 |                 |                 |
|                | 6                                  | Detroit                            | 28                                 | 3  | New Orleans   | 32                            |                               |                               |                                |                                |                                |                         |                         |  |  |                 |                 |                 |                 |                 |
|                | 3                                  | New Orleans                        | 45                                 | 3  | New Orleans   | 32                            |                               |                               | 22 gennaio - Candlestick Park  | 22 gennaio - Candlestick Park  | 22 gennaio - Candlestick Park  |                         |                         |  |  |                 |                 |                 |                 |                 |
|                | 3                                  | New Orleans                        | 45                                 | 2  | San Francisco | 36                            |                               |                               | 22 gennaio - Candlestick Park  | 22 gennaio - Candlestick Park  | 22 gennaio - Candlestick Park  |                         |                         |  |  |                 |                 |                 |                 |                 |
|                |                                    |                                    |                                    | 2  | San Francisco | 36                            |                               |                               | 22 gennaio - Candlestick Park  | 22 gennaio - Candlestick Park  | 22 gennaio - Candlestick Park  |                         |                         |  |  |                 |                 |                 |                 |                 |
|                |                                    |                                    |                                    |    |               |                               |                               |                               | 22 gennaio - Candlestick Park  | 22 gennaio - Candlestick Park  | 22 gennaio - Candlestick Park  |                         |                         |  |  |                 |                 |                 |                 |                 |
|                | 8 gennaio - MetLife Stadium        | 8 gennaio - MetLife Stadium        | 8 gennaio - MetLife Stadium        | 4  | N.Y. Giants   | 20                            |                               |                               |                                |                                |                                |                         |                         |  |  |                 |                 |                 |                 |                 |
|                | 8 gennaio - MetLife Stadium        | 8 gennaio - MetLife Stadium        | 8 gennaio - MetLife Stadium        | 4  | N.Y. Giants   | 20                            | 15 gennaio - Lambeau Field    |                               |                                |                                |                                |                         |                         |  |  |                 |                 |                 |                 |                 |
|                | 8 gennaio - MetLife Stadium        | 8 gennaio - MetLife Stadium        | 8 gennaio - MetLife Stadium        |    | 2             | San Francisco                 | 17                            |                               |                                |                                |                                |                         |                         |  |  |                 |                 |                 |                 |                 |
|                | 8 gennaio - MetLife Stadium        | 8 gennaio - MetLife Stadium        | 8 gennaio - MetLife Stadium        |    | 2             | San Francisco                 | 17                            |                               |                                |                                |                                |                         |                         |  |  |                 |                 |                 |                 |                 |
|                | 5                                  | Atlanta                            | 2                                  |    |               |                               |                               |                               |                                |                                |                                |                         |                         |  |  |                 |                 |                 |                 |                 |
|                | 5                                  | Atlanta                            | 2                                  | 4  | N.Y. Giants   | 37                            |                               |                               |                                |                                |                                |                         |                         |  |  |                 |                 |                 |                 |                 |
|                | 4                                  | N.Y. Giants                        | 24                                 | 4  | N.Y. Giants   | 37                            |                               |                               | 5 febbraio - Lucas Oil Stadium | 5 febbraio - Lucas Oil Stadium | 5 febbraio - Lucas Oil Stadium |                         |                         |  |  |                 |                 |                 |                 |                 |
|                | 4                                  | N.Y. Giants                        | 24                                 | 1  | Green Bay     | 20                            |                               |                               | 5 febbraio - Lucas Oil Stadium | 5 febbraio - Lucas Oil Stadium | 5 febbraio - Lucas Oil Stadium |                         |                         |  |  |                 |                 |                 |                 |                 |
|                |                                    |                                    |                                    | 1  | Green Bay     | 20                            |                               |                               |                                | 5 febbraio - Lucas Oil Stadium | 5 febbraio - Lucas Oil Stadium |                         |                         |  |  |                 |                 |                 |                 |                 |
|                |                                    |                                    |                                    |    |               |                               |                               |                               |                                | 5 febbraio - Lucas Oil Stadium | 5 febbraio - Lucas Oil Stadium |                         |                         |  |  |                 |                 |                 |                 |                 |
|                | 7 gennaio - Reliant Stadium        | 7 gennaio - Reliant Stadium        | 7 gennaio - Reliant Stadium        | N4 | N.Y.Giants    | 21                            |                               |                               |                                |                                |                                |                         |                         |  |  |                 |                 |                 |                 |                 |
|                | 7 gennaio - Reliant Stadium        | 7 gennaio - Reliant Stadium        | 7 gennaio - Reliant Stadium        | N4 | N.Y.Giants    | 21                            | 15 gennaio - M&T Bank Stadium |                               |                                |                                |                                |                         |                         |  |  |                 |                 |                 |                 |                 |
|                | 7 gennaio - Reliant Stadium        | 7 gennaio - Reliant Stadium        | 7 gennaio - Reliant Stadium        |    | A1            | New England                   | 17                            |                               |                                |                                |                                |                         |                         |  |  |                 |                 |                 |                 |                 |
|                | 7 gennaio - Reliant Stadium        | 7 gennaio - Reliant Stadium        | 7 gennaio - Reliant Stadium        |    | A1            | New England                   | 17                            |                               |                                |                                |                                |                         |                         |  |  |                 |                 |                 |                 |                 |
|                | 6                                  | Cincinnati                         | 10                                 |    |               |                               |                               |                               |                                |                                |                                |                         |                         |  |  |                 |                 |                 |                 |                 |
|                | 6                                  | Cincinnati                         | 10                                 | 3  | Houston       | 13                            |                               |                               |                                |                                |                                |                         |                         |  |  |                 |                 |                 |                 |                 |
|                | 3                                  | Houston                            | 31                                 | 3  | Houston       | 13                            |                               |                               | 22 gennaio - Gillette Stadium  | 22 gennaio - Gillette Stadium  | 22 gennaio - Gillette Stadium  |                         |                         |  |  |                 |                 |                 |                 |                 |
|                | 3                                  | Houston                            | 31                                 | 2  | Baltimore     | 20                            |                               |                               | 22 gennaio - Gillette Stadium  | 22 gennaio - Gillette Stadium  | 22 gennaio - Gillette Stadium  |                         |                         |  |  |                 |                 |                 |                 |                 |
|                |                                    |                                    |                                    | 2  | Baltimore     | 20                            |                               |                               | 22 gennaio - Gillette Stadium  | 22 gennaio - Gillette Stadium  | 22 gennaio - Gillette Stadium  |                         |                         |  |  |                 |                 |                 |                 |                 |
|                |                                    |                                    |                                    |    |               |                               |                               |                               | 22 gennaio - Gillette Stadium  | 22 gennaio - Gillette Stadium  | 22 gennaio - Gillette Stadium  |                         |                         |  |  |                 |                 |                 |                 |                 |
|                | 8 gennaio - Sports Authority Field | 8 gennaio - Sports Authority Field | 8 gennaio - Sports Authority Field | 2  | Baltimore     | 20                            |                               |                               |                                |                                |                                |                         |                         |  |  |                 |                 |                 |                 |                 |
|                | 8 gennaio - Sports Authority Field | 8 gennaio - Sports Authority Field | 8 gennaio - Sports Authority Field | 2  | Baltimore     | 20                            | 14 gennaio - Gillette Stadium |                               |                                |                                |                                |                         |                         |  |  |                 |                 |                 |                 |                 |
|                | 8 gennaio - Sports Authority Field | 8 gennaio - Sports Authority Field | 8 gennaio - Sports Authority Field |    | 1             | New England                   | 23                            |                               |                                |                                |                                |                         |                         |  |  |                 |                 |                 |                 |                 |
|                | 8 gennaio - Sports Authority Field | 8 gennaio - Sports Authority Field | 8 gennaio - Sports Authority Field |    | 1             | New England                   | 23                            |                               |                                |                                |                                |                         |                         |  |  |                 |                 |                 |                 |                 |
|                | 5                                  | Pittsburgh                         | 23                                 |    |               |                               |                               |                               |                                |                                |                                |                         |                         |  |  |                 |                 |                 |                 |                 |
|                | 5                                  | Pittsburgh                         | 23                                 | 4  | Denver        | 10                            |                               |                               |                                |                                |                                |                         |                         |  |  |                 |                 |                 |                 |                 |
|                | 4                                  | Denver                             | 29                                 | 4  | Denver        | 10                            |                               |                               |                                |                                |                                |                         |                         |  |  |                 |                 |                 |                 |                 |
|                | 4                                  | Denver                             | 29                                 | 1  | New England   | 45                            |                               |                               |                                |                                |                                |                         |                         |  |  |                 |                 |                 |                 |                 |

### Vincitore
| Vincitori del Super Bowl XLVI 150px New York Giants 8º titolo (4º Super Bowl) |

## Premi individuali
| Premio                        | Squadra          | Ruolo       | Squadra             |
| ----------------------------- | ---------------- | ----------- | ------------------- |
| MVP della NFL                 | Aaron Rodgers    | Quarterback | Green Bay Packers   |
| Giocatore offensivo dell'anno | Drew Brees       | Quarterback | New Orleans Saints  |
| Difensore dell'anno           | Terrell Suggs    | Linebacker  | Baltimore Ravens    |
| Allenatore dell'anno          | Jim Harbaugh     | Allenatore  | San Francisco 49ers |
| Rookie offensivo dell'anno    | Cam Newton       | Quarterback | Carolina Panthers   |
| Rookie difensivo dell'anno    | Von Miller       | Linebacker  | Denver Broncos      |
| Comeback Player of the Year   | Matthew Stafford | Quarterback | Detroit Lions       |
| Pepsi Rookie dell'anno        | Cam Newton       | Quarterback | Carolina Panthers   |
| MVP del Super Bowl            | Eli Manning      | Quarterback | New York Giants     |